# Beata Trojanowska
Beata Małgorzata Trojanowska – polska filolog, dr hab., profesor uczelni Katedry Literatury Polskiej i Rosyjskiej, oraz prodziekan Wydziału Literaturoznawstwa Uniwersytetu Kazimierza Wielkiego.

## Życiorys
9 czerwca 1998  obroniła pracę doktorską Estetyka i literatura romantyczna w czasopismach idealistów moskiewskich ("Mnemozyna" i "Moskowskij Wiestnik"), następnie uzyskała stopień doktora habilitowanego. Została zatrudniona na stanowisku profesora nadzwyczajnego w Instytucie Neofilologii i Lingwistyki Stosowanej na Wydziale Humanistycznym Uniwersytetu Kazimierza Wielkiego.
Jest profesorem uczelni w Katedrze Literatury Polskiej i Rosyjskiej, a także prodziekanem na Wydziale Literaturoznawstwa Uniwersytetu Kazimierza Wielkiego.
Awansowała na stanowisko kierownika Zakładu Dydaktyki Wydziału Literaturoznawstwa Uniwersytetu Kazimierza Wielkiego.